# 쿤룬 기지
쿤룬 기지(중국어 간체자: 昆仑站, 정체자: 崑崙站, 병음: Kūnlún Zhàn, 영어: Kunlun Station)는 남극 대륙에 있는 5개의 중화인민공화국 연구 기지 중 최남단에 있다. 여름 동안 이곳이 점령되면 지리적 남극에 있는 미국의 아문센-스콧 기지 다음으로 남극 대륙에서 두 번째로 남단에 있는 연구 기지가 된다. 쿤룬이 운영되지 않을 때 연중 내내 러시아 보스토크 기지는 남극 대륙에서 두 번째로 남쪽에 있는 기지이다.
남극 동빙상 해발 4087m에 위치해 있어 남극 대륙에서 가장 높은 기지이다. 남극 고원의 가장 높은 지점인 돔 A에서 남서쪽으로 불과 7.3km 떨어져 있다. 이 기지는 2009년 1월 27일에 공식적으로 개통되었다. 완전히 건설된 기지는 558 m2의 면적을 차지할 계획이다. 236㎡ 규모의 본관은 2009년 4월 건립이 예정됐다.
이 지역은 세계에서 가장 추운 곳 중 하나이며, 겨울에는 온도가 때때로 −80 °C (−112 °F)에 도달한다. 위성 측정에 따르면 근처 장소의 온도가 세계 기록인 −90 °C (−130 °F)에 도달할 수 있는 것으로 나타났다.
2012년 4월 3개의 남극 슈미트 망원경(AST3) 중 첫 번째가 쿤룬 기지에 설치되었다. 나머지 두 개는 2013년과 2014년에 설치가 예정됐다. 더 큰 광학 망원경인 KDUST(Kunlun Dark Universe Survey Telescope)는 2025년까지 설치될 예정이다.

## 같이 보기
- 남극 기지
- 장성 기지
- 중샨 기지
- 쉐룽